# Dominique Baratelli
Dominique Baratelli (Nizza, 1947. december 26. –) válogatott francia labdarúgó, kapus.

## Pályafutása

### Klubcsapatban
1967 és 1971 között az AC Ajaccio, 1971 és 1978 között az OGC Nice, végül 1978 és 1985 között a PSG labdarúgója volt. Összesen 593 francia bajnoki mérkőzésen védett.

### A válogatottban
1969 és 1982 21 alkalommal szerepelt a francia válogatottban. Tagja volt az 1982-es spanyolországi világbajnokságon negyedik helyezett csapatnak.

## Sikerei, díjai
Franciaország
- Világbajnokság
  - 4. helyezett: 1982, Spanyolország